# 马仲英

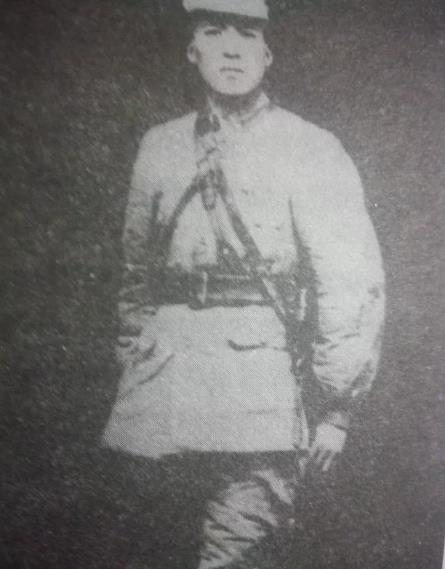
馬仲英中將

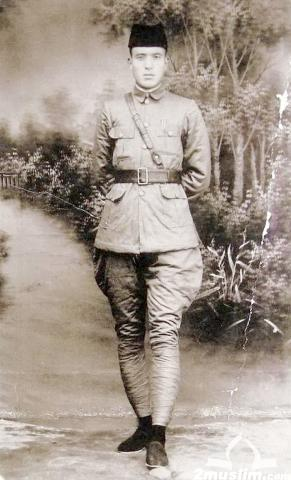
馬仲英中將

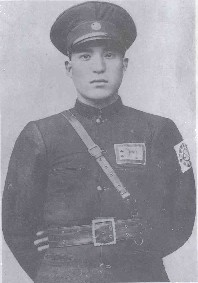
國民革命軍中央陸軍新編第三十六師師長马仲英，瑞典探险家斯文·赫定摄于1934年

马仲英（1910年—1937年），原名步英，字子才，人称“尕司令”、“雷电将军”。甘肃临夏人，回族军阀。其父马宝与马步芳、马步青的父亲青海省主席马麒为堂兄弟，后因为和马步芳交恶，将原名“步英”改名“仲英”。　

## 生平

### 征战甘肃
1924年，14岁的马仲英加入穆斯林民兵。他参与了甘肃反对冯玉祥国民军势力的叛乱，甚至还与自己的亲人作战，其中包括继续为国民黨军效力的叔公军阀马麟。 他还在叛乱期间屠杀藏人。
马仲英占领了河州，并击败了派来从他手中夺回河州的馬麟军队。 然而，他的指挥官（也是他的叔叔）马古昌却松了口气，因为他没有接到命令就占领了河州。1929年4月，马仲英从国民军手中夺取甘肃省会兰州，但最终被国民军击败并驱逐。西道堂派回族穆斯林和桃州藏人遭到马仲英及其部下回族士兵的袭击，西道堂回族穆斯林惊慌失措，纷纷外逃。
1928年春，西北军阀冯玉祥的部队國民軍在甘肃河州逮捕处决了身为马麒手下的营长马宝。在青海陸軍军校学习的马仲英闻讯后率6名好友反叛，袭击一队国民军运输队，缴获大批武器。到达河州后，召集当地两三万民众建立武装「黑虎吸冯军」，自称司令，並任命馬廷賢為副司令。因为馬仲英当时只有17虚岁，被称为“尕司令”。马仲英三度围攻河州。是为第四次河湟事变。
1928年夏末，甘肃省政府主席刘郁芬遣兵调将，集结了国民军吉鸿昌、孙连仲、佟麟阁等部六万之众，兵分三路，攻击马仲英部。马仲英兵败岷州，南撤进入藏区。冯玉祥任命吉鸿昌为第三十一师师长，接佟麟阁的第十一师，追击马仲英。12月马仲英攻打西宁，被孙连仲阻击，转而攻下湟源。马仲英一路撤退，率部进入腾格里沙漠，沿北草地到达定远营（今阿拉善左旗）。
當時馬步芳原本想響應馬仲英，由青海化隆率部至積石山癿藏鎮約馬全欽起事。馬全欽因為恨馬廷賢，所以派部屬孔海山去癿藏勸阻馬步芳。馬步芳接受馬全欽的勸阻返回化隆。

### 进攻宁夏
1929年4月初马仲英率骑兵两万人到达定远营（今阿拉善左旗），在定远营住了四天，马仲英指挥“西北边防联盟军”，4月12日出苏峪口，经宁朔县（今银川新城）攻打银川。宁朔县城的满营将军常连对马仲英说:“欲成大事，须得人心，宁夏防务空虚，可以垂手而得。”常连建议马仲英进入银川后不要乱杀平民，要和地方人士合作。4月13日早晨，进攻银川。宁夏省主席门致中只有三百多人的手枪卫队，带着十多个护卫出南门逃到了大坝，在电报局给刘郁芬报告了银川失守的情况。马仲英部队只用了一个多小时便攻破银川西门，进城后大街小巷搜杀，凡穿军装、制服或穿灰色衣服且留分头的人，尤其是操直、鲁、豫口音的人一旦当场格杀，机关单位统统捣毁，财物洗劫一空。冯玉祥开办的西北银行被清抄，钞票成捆地抬到门口大街上用大刀剁得粉碎，白洋则成箱抬走。宁夏省政府秘书长赵雪田淋煤油自焚。
甘肃省主席刘郁芬派吉鸿昌的三十一师、李抡祥的二十二师、郑大章的骑兵师星夜由甘肃驰援宁夏。吉鸿昌率部由镇番经凉州、古浪、中卫向银川兼程前进，5月初到达中卫，遇到从银川逃来的宁夏省建设厅长魏鸿发，了解马仲英攻占银川的情况。门致中也在中卫，与吉鸿昌会晤时吉鸿昌态度冷淡。在中卫休整3天，吉鸿昌率部继续沿黄河北上，进驻距离大坝约二十里的广武，门致中第七军冯安邦旅也赶到。冯玉祥电令吉鸿昌三日内在不糜烂地方的前提下收复宁夏。
马仲英认为形势有利，决定久驻银川占据宁夏，派兵攻打银北的平罗县城。驻防平罗和石嘴山的是苏雨生的国民军骑兵第四师。双方展开攻城守城战斗多日。马仲英在大坝、小坝设置防线，阻止吉鸿昌部北上。两军大坝决战后，马仲英兵败，放弃银川逃往平罗。

### 被蒋收编
1929年与吉鸿昌两次作战之后被馬鴻逵收编，马仲英自己去了北平。据说曾受到蒋介石的接见，蒋还试图推荐他去中央军校学习。此间他还加入了中国国民党，并以作战参谋的身份参加中原大战。
1930年马仲英重回甘肃，召集旧部攻取甘州（张掖），自称“甘宁青联军总司令”，占领了肃州（酒泉）。1931年於张掖成立“河西省行政委员会”自任主席，旋因青海陆军新编第九师师长马步芳攻佔张掖而退至安西縣。
马仲英此时遇到了在新疆反对金树仁的哈密和加尼牙孜遣赴南京的特使尧乐博斯。尧乐博斯劝说马仲英到新疆发展。马仲英正被马步芳打得很狼狈，于是一拍即合，领兵入疆。

### 征战新疆
1931年初夏，马仲英率领400多人，带着不到100条枪，他们夜袭星星峡，之后攻占哈密汉城的新城，而金树仁的守军固守老城。金树仁派鲁效祖为东路剿匪总司令，盛世才为参谋长率1500人解哈密之围，被马仲英200人的骑兵击败。马仲英也在战斗中受伤。金树仁调集6500人的省军防卫新疆首府迪化，命伊犁屯墾使張培元解救圍困半年的哈密城，迅速將馬仲英擊退，馬仲英弟馬仲傑戰死。
马仲英因伤重撤回甘肃。马步芳此时已经占领甘州、肃州。马仲英在新疆的胜利震动西北，马步芳把肃州（酒泉）等地划给马仲英管辖。南京国民政府将马仲英任命为中央陆军新编第36师师长。马仲英部在甘肃整顿练兵。
1932年，金树仁任用盛世才进剿和加尼牙孜的哈密军。和加尼牙孜再次请马仲英入疆。马派手下马世明、马全禄率部进入新疆，分别攻占吐鲁番和袭击迪化。
1933年1月，马仲英率领6000多人进军新疆，占领新疆东部。4月12日，迪化金树仁手下的归化军（白俄军队）和东北抗日义勇军旧部反叛，推盛世才为新疆督办。盛世才以高官厚禄诱使骚扰迪化附近的马全禄手下的马德祥杀死马全禄，收编了马全禄部2000余人。又利用和加尼牙孜和马仲英的矛盾离间他们，使马仲英得不到当地人的支持。6月，盛世才在紫泥泉击败马仲英，马退守吐鲁番。
盛世才以俘虏一个马仲英手下的日本人为借口，宣称马是“日本帝国主义的走狗”。但其實事實是当时馬仲英手下什么人都有（从突厥系的維吾爾哈薩克人、國民黨籍、舊北洋派系甚至共产党），日本的势力和马相距甚远。
之后盛世才和马仲英经过短暂的谈判，于当年10月再次开战。马仲英攻打孚远，在达坂城战败盛世才；马手下马赫英攻打塔城。
11月12日（一说12月12日）南疆的当地民族在喀什成立东突厥斯坦伊斯兰共和国，推举和加尼牙孜为总统，沙比提大毛拉为总理。
12月，盛世才在迪化与苏联代表波哥丁签署了秘密协定。1933年年底，在伊犁张培元表示要和马仲英合作。1934年1月1日张培元占领塔城，缴获大量苏联援助盛世才的军火物资。苏联红军一个师入疆迅速歼灭了张培元部。1月20日，省军开进伊宁，史稱蘇聯入侵新疆。
1月12日，马仲英攻击迪化，盛世才守城不利。1月18日苏军派空军轰炸马仲英部。1月底歼灭张培元的苏军东进。頭屯河戰役，2月1日被马仲英伏击，但在之后的战斗中击败马军。马仲英退到达坂城，展開達坂城之戰。3月苏军在飞机、大炮的优势下击败马仲英。马仲英逃往南疆。
在此前2月6日马仲英手下马占仓、马福元等占领喀什，消灭了东土耳其斯坦伊斯兰共和国。7月马仲英、和加尼牙孜的武装彻底消灭了东突势力，马发表声明，谴责盛世才是苏联的代理人，表示效忠南京的国民政府。马仲英希望得到中亚的英国人的援助，但这个愿望没有实现。8月，盛世才部队攻占喀什。9月，盛世才的省军和马军新36师达成停战协议。

### 前往苏联
1934年7月，马仲英在周围的共产党员的影响下带领200多名骨干到苏联学习。马本人学习飞机驾驶。次年，中国工农红军西路军进入甘肃，马仲英和苏联人准备迎西路军入疆，因后来西路军兵败没有成功。同年，他把一盘录音派人带到南疆他的新36师旧部。录音中说：“中国目前的形势，外患日益逼近，内政日益腐败，卖国贼无耻地卖国，日本帝国主义毫无忌惮侵占我国领土，西北地区也到了危急关头。我们要准备抗战！消极就要当亡国奴！同志们，本师长不久就要领导大家向光明的大道前进！”
马仲英最后的结局有多种说法：
1. 1936年在莫斯科被殺；
2. 1937-38年在苏联大清洗中被杀（见盛世才《新疆十年回憶錄》）；
3. 二戰前在苏联学习飞机驾驶失事；
4. 援助西班牙内战牺牲；
5. 大清洗時被逮捕，後參與了蘇德戰爭並於中牺牲（见康斯坦丁·罗科索夫斯基《軍人的天職》）。

据已解密苏联內務人民委員部保存的信件，蘇聯方面於1935年起開始拉拢马仲英，并与新36师建立贸易联系。直到1937年新36师彻底瓦解，被盛世才政權收编。
据2012年中国兰州大学学者赴前苏联地区的研究，表明马仲英很可能在盛世才的要求下于1937年被斯大林下令杀害。

## 对后世的影响
马仲英在新疆的征战为后来新疆的发展留下了深远的影响：
- 盛世才为了抵御马仲英而投靠苏联，使新疆成了一个亲共的地区。但盛世才如此行为全为形勢所迫，后来他就转向反共。
- 新疆的部分“疆独”人士的口号“杀汉灭回”，把同样信奉伊斯兰教的回族列为敌人，源自马仲英的回族武装和南疆分裂分子的冲突。

## 文学作品

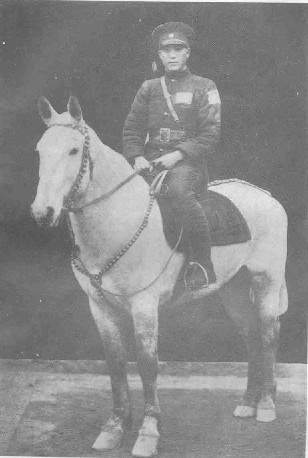
马仲英騎於马上，瑞典探险家斯文·赫定摄于1934年

### 大马的逃亡
1934年，曾发现楼兰古城的瑞典探险家斯文·赫定最后一次中国探险，在哈密城外的戈壁滩上，遇到逃亡中的马仲英。赫定为马仲英的年轻和传奇所激动，回国后写下《大马的逃亡》（英文：Big Horse's Flight: The Trail of War in Central Asia）一书。

### 西去的骑手
中国当代作家红柯描述马仲英传奇生涯的长篇小说《西去的骑手》是第六届茅盾文学奖入围作品，云南人民出版社出版。部分曾发表于《长城》杂志，2000年1月。

## 家族
馬仲英父親為馬寶，祖父為馬海晏七弟馬海淵。
马仲英之胞弟马仲杰，年方十九，英勇善战。率部从镇西出发在木垒河与省军一个连相遇，几小时便结束了战斗。